# 冉伯牛

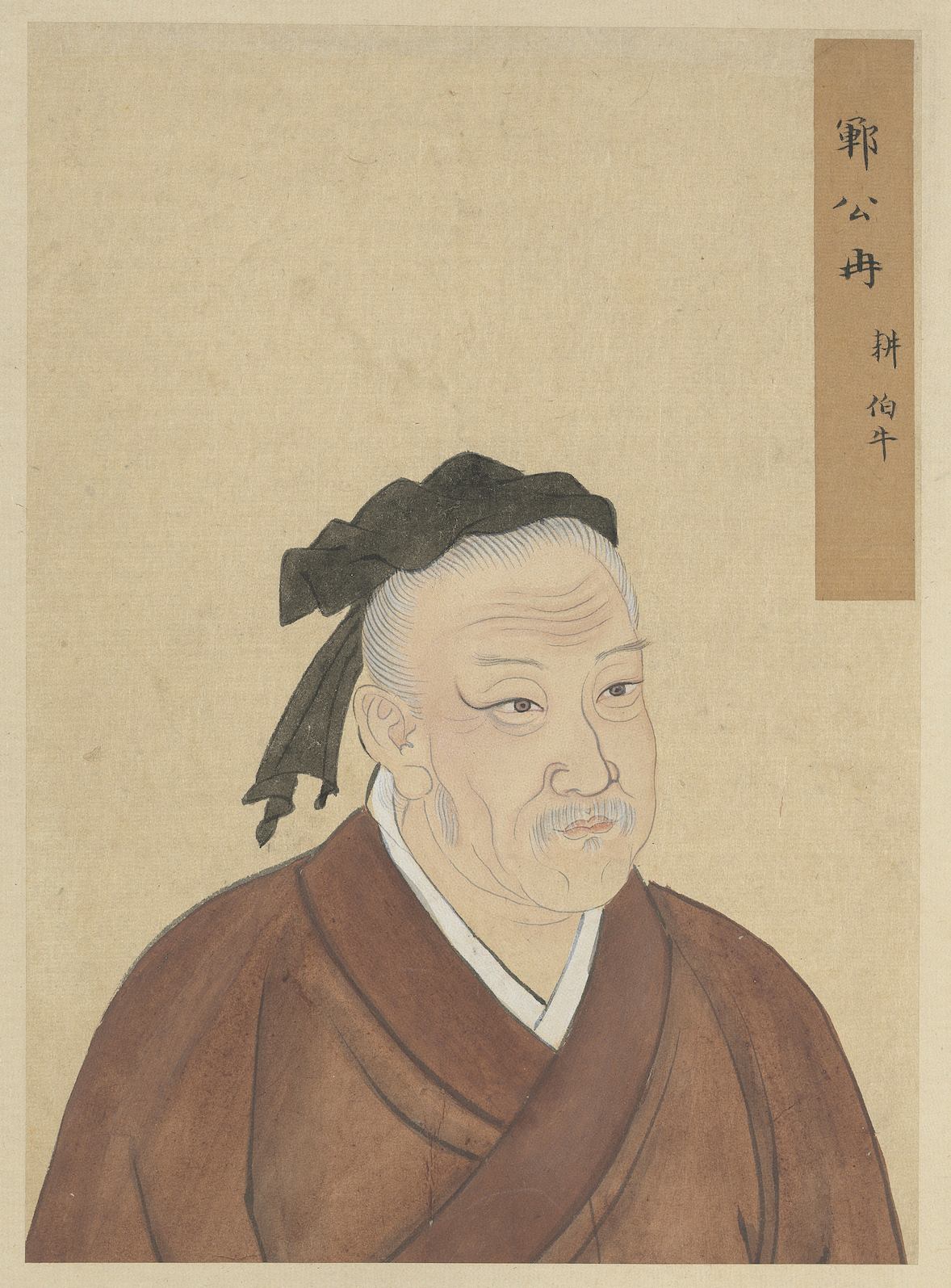
冉伯牛

冉 伯牛（ぜん はくぎゅう、紀元前544年 - ?）は、中国春秋時代の儒学者。姓は冉、名は耕、字は伯牛。魯国（現在の山東省南部）出身。『論語』では単に伯牛とも記載される。孔門十哲の一人。

## 論語との関わり
孔子の弟子が後世にまとめた『論語』において登場するのは二ヶ所で、一つは孔門十哲に関する記述（先進第十一）、もう一つは冉伯牛が重い病（ハンセン病と伝えられる）にかかり、窓越しに孔子の見舞いを受けた（雍也第六）記述のみである。